# Banha
Banha, Benha (arab. بنها) – miasto w północnym Egipcie, na wschodnim brzegu rzeki Damietta (ujściowe ramię Nilu), ośrodek muhafazy Al-Kaljubijja, ok. 48 km na północ od Kairu.
Okolice miasta położone w Delcie Nilu są bogate w grunty rolne. Na ich terenach uprawia się pszenicę i bawełnę. Od czasów antycznych Banha była znana z produkcji różu z róż – składnika perfum. Obecnie jest to egipskie centrum branży elektroniki użytkowej. Banha jest głównym węzłem sieci kolejowej (linie Kair - Aleksandria i Kair - Ismailia). Miasto ma szósty pod względem wielkości dworzec kolejowy w Egipcie.
Na północ od centrum miasta znajduje się jedno z kilku starożytnych miast o nazwie Athribis (stolicy X nomu) – obecnie Tell Atrib, dzielnica miasta Banha, gdzie od 1957 pracuje polska misja archeologiczna. Odsłoniła ona m.in.: świątynię z czasów faraona Ahmose II.
20 km na południowy zachód od miasta znajduje się Tall al Yahudija (Leontopolis), słynny w starożytności z wyrobu szklanych.
W mieście istnieje Banha University, założony w listopadzie 1976 jako filia Uniwersytetu Zakaziq, by w 2005 roku stać się samodzielnym uniwersytetem. Studiuje w nim ok. 60 500 studentów, najważniejszy jest jego Wydział Medycyny, który posiada dwa główne szpitale w mieście.
Banha składa się z dzielnic: El-Vilal, El-Gedida, Attrib El-Manszia, El-Szedia, Tell Atrib i El-Zeraah.